# Posebna priznanja HOO-a
Posebna priznanja HOO-a Hrvatski olimpijski odbor ustanovio je 2004. godine "za izniman sportski pothvat ili osobito uspješno djelovanje u promicanju temeljnih načela sporta i olimpizma, njegovih vrijednosti - solidarnosti, prijateljstva, fair playa, te dobra i poruke mira što ih prvenstveno sportaš kao istinski glasnik sporta i olimpizma njeguje u domovinskoj i međunarodnoj olimpijskoj obitelji, Vijeće Hrvatskog olimpijskog odbora od 2004. godine dodjeljuje Posebno priznanje HOO-a. Priznanje se dodjeljuje vrsnim pojedincima iz sporta, medija, kulture i drugih područja, a čija djela dokazuju istinsku pripadnost športskom dobru i olimpijskom duhu."
Nagrada se dodjeljuju na svečanosti Velikog dana hrvatskog športa, koji se održava u čast 17. siječnja, godišnjice primitka HOO u Međunarodni olimpijski odbor.

### Dobitnici nagrade
| Godina | Dobitnici | Nagrada                                                                         |
| ------ | --- | ------------------------------------------------------------------------------- |
| 2004.  | Boris Mutić | za novinarski doprinos u promicanju sportskih vrijednosti                       |
| 2005.  | Radiša Mladenović | za fotoreporterski doprinos promicanju sportskog stvaralaštva i ideje olimpizma |
| 2005.  | Veljko Rogošić | za posebna sportska ostvarenja                                                  |
| 2006.  | Stolnoteniski klub Obrtnička škola Slavonski Brod                                                                       | za Fair Play                                                                    |
| 2006.  | Edo Pezzi | za promicanje sporta i olimpizma                                                |
| 2007.  | Stipe Božić | za Fair Play                                                                    |
| 2007.  | Hrvatska ženska alpinistička ekspedicija                                                                                | za športski pothvat godine                                                      |
| 2007.  | Šime Stipaničev | za športski pothvat godine                                                      |
| 2008.  | Olimpijska jedriličarska posada - klasa 49er (u sastavu: Petar Cupać, Pavle Kostov i Ivan Bulaja, trener)               | za Fair Play                                                                    |
| 2009.  | Marko Rašo | za Fair Play                                                                    |
| 2009.  | Slavko Rasberger | za promicanje sporta                                                            |
| 2009.  | Hrvatska ženska alpinistička ekspedicija                                                                                | za poseban športski pothvat                                                     |
| 2010.  | Velimir Kljaić (postumno)                                                                                               | za iznimna ostvarenja u rukometu                                                |
| 2010.  | Jedriličarski klub Labud Split (Nikola Bralić i Dominik Perković (sportaši), Tonči Antunović i Vedran Mandić (treneri)) | za Fair Play                                                                    |
| 2011.  | Vicko Šoljan | za promicanje sporta                                                            |
| 2012.  | nije dodijeljena | nije dodijeljena                                                                |
| 2013.  | Hana Dragojević | za Fair Play                                                                    |
| 2013.  | Vedran Bakač | za Fair Play                                                                    |
| 2014.  | nije dodijeljena | nije dodijeljena                                                                |
| 2015.  | Zvonimir Đurkinjak | za Fair Play                                                                    |
| 2015.  | Sportske novosti | za promicanje sporta i olimpijskih vrijednosti                                  |
| 2016.  | Damir Martin | za Fair Play                                                                    |
| 2016.  | Jurica Gizdić | za osobit doprinos hrvatskoj sportskoj publicistici                             |
| 2016.  | Bruno Kovačević | za osobit doprinos promicanju sporta dokumentarnim filmom                       |
| 2017.  | TV emisija Sport nedjeljom                                                                                              | za medijsku promociju sporta                                                    |
| 2017.  | TV emisija Istinom do gola                                                                                              | za medijsku promociju sporta                                                    |
| 2017.  | Dina Levačić | za sportski pothvat godine                                                      |
| 2018.  | Hrvatska Davis Cup reprezentacija                                                                                       | za promicanje sporta                                                            |
| 2019.  | Sportska televizija | za medijsku promociju sporta i olimpijskog duha                                 |
| 2020.  | Hrvatska nogometna televizija                                                                                           | za promicanje sporta                                                            |
| 2021.  | Sportske novosti | za promicanje sporta                                                            |
| 2022.  | GP1 | za promicanje sporta u medijima                                                 |

## Vanjske poveznice
1. ↑    Arhivirana inačica izvorne stranice od 22. prosinca 2008. (Wayback Machine) Posebna priznanja HOO-a